# ITunes Session
『iTunes Session』(アイチューンズ・セッション)は日本の歌手絢香の4作目の配信限定シングル

## 解説
本作のタイトルにもなっている『iTunes Session』は、世界の様々なアーティストがiTunes Store内限定でスタジオ・レコーディングした楽曲をリリースしていくという企画。絢香は邦楽第一弾として選ばれた。
本作のために選曲された6曲が新たなアレンジを加えられた上で収録され、昨年に行われたライブツアー『にじいろ Acoustic Live Tour 2014 〜3-STAR RAW〜』でキーボードとして参加した塩谷哲と、ギターとして参加した古川昌義を迎えて3人体制で制作された。

## 収録曲
- 全曲作詞・作曲：絢香

1. ツヨク想う［iTunes Session］
配信限定シングル
2. アカイソラ［iTunes Session］ (5:24)
3rdアルバム『The beginning』収録曲
3. THIS IS THE TIME［iTunes Session］ (4:06)
3rdアルバム『The beginning』収録曲
4. にじいろ［iTunes Session］
13thシングル
5. はじまりのとき（English ver.）［iTunes Session］
3rdアルバム『The beginning』収録曲の英語バージョン
6. Through the ages（English ver.）［iTunes Session］ (5:50)
12thシングルのカップリング